# آن-سوفی مستاچ
 آن-سوفی مستاچ (انگلیسی: An-Sophie Mestach؛ زادهٔ ۷ مارس ۱۹۹۴) یک تنیس‌باز اهل بلژیک است.